# Seznam českých mistrů Evropy
Seznam českých mistrů Evropy – vítězů mistrovství Evropy, kteří reprezentovali Česko od roku 1993.
Mezi nejpočetnější sporty zde patří kanoistika (rychlostní i slalom), sportovní střelba a atletika.
Sedm zlatých medailí získala dvojice vodních slalomářů Jaroslav Volf a Ondřej Štěpánek i sportovní střelec Miroslav Januš. Jsou zde ale další mistři, kteří mají mnoho titulů i v jiných sportech, nebo také vítězové mistrovství Evropy hendikepovaných, např. v atletice.

## Jednotlivci
| Mistrovství | Místo               | Jméno               | Sport              | Disciplína            | Kategorie / Pozice        |  |
| ----------- | ------------------- | ------------------- | ------------------ | --------------------- | ------------------------- |  |
| 2012        | Helsinky            | Pavel Maslák        | atletika           | běh na 400 m          |                           |  |
| 2002        | Mnichov             | Roman Šebrle        | atletika           | desetiboj             |                           |  |
| 2006        | Göteborg            | Roman Šebrle        | atletika           | desetiboj             |                           |  |
| 2012        | Helsinky            | Vítězslav Veselý    | atletika           | hod oštěpem           |                           |  |
| 2013        | Göteborg            | Pavel Maslák        | atletika (hala)    | běh na 400 m          |                           |  |
| 2015        | Praha               | Pavel Maslák        | atletika (hala)    | běh na 400 m          |                           |  |
| 2017        | Bělehrad            | Pavel Maslák        | atletika (hala)    | běh na 400 m          |                           |  |
| 2015        | Praha               | Jakub Holuša        | atletika (hala)    | běh na 1500 m         |                           |  |
| 2011        | Paříž               | Petr Svoboda        | atletika (hala)    | běh na 60 m překážek  |                           |  |
| 1996        | Stockholm           | Tomáš Dvořák        | atletika (hala)    | sedmiboj              |                           |  |
| 2000        | Gent                | Tomáš Dvořák        | atletika (hala)    | sedmiboj              |                           |  |
| 2002        | Vídeň               | Roman Šebrle        | atletika (hala)    | sedmiboj              |                           |  |
| 2005        | Madrid              | Roman Šebrle        | atletika (hala)    | sedmiboj              |                           |  |
| 2007        | Birmingham          | Roman Šebrle        | atletika (hala)    | sedmiboj              |                           |  |
| 2014        |                     | Petr Fulín          | automobilový sport | cestovní vozy         |                           |  |
| 2015        |                     | Petr Fulín          | automobilový sport | cestovní vozy         |                           |  |
| 1998        |                     | Emil Triner         | automobilový sport | rallye                | třída W2L                 |  |
| 2009        |                     | Antonín Tlusťák     | automobilový sport | rallye                | třída 2WD                 |  |
| 2013        |                     | Jan Kopecký         | automobilový sport | rallye                | Škoda Fabia S2000         |  |
| 2016        | Olomouc             | Jaroslav Lorenc     | bowling            |                       |                           |  |
| 2009        | Gent                | Denis Špička        | cyklistika         | dráhová cyklistika    | omnia, elite              |  |
| 2015        | Grenchen            | Pavel Kelemen       | cyklistika         | dráhová cyklistika    | keirin                    |  |
| 2016        | Paříž               | Tomáš Bábek         | cyklistika         | dráhová cyklistika    | keirin                    |  |
| 2010        | Haifa               | Jaroslav Kulhavý    | cyklistika         | MTB                   | cross country             |  |
| 2011        | Dohňany             | Jaroslav Kulhavý    | cyklistika         | MTB                   | cross country             |  |
| 2015        | Singen              | Jaroslav Kulhavý    | cyklistika         | MTB                   | maraton                   |  |
| 2013        | Budapešť            | Lukáš Krpálek       | judo               |                       | polotěžká váha            |  |
| 2014        | Montpellier         | Lukáš Krpálek       | judo               |                       | polotěžká váha            |  |
| 2018        | Tel Aviv            | Lukáš Krpálek       | judo               |                       | těžká váha                |  |
| 1997        | Plovdiv             | Martin Doktor       | kanoistika         | rychlostní kanoistika | C1 1000 m                 |  |
| 2000        | Poznaň              | Martin Doktor       | kanoistika         | rychlostní kanoistika | C1 1000 m                 |  |
| 2013        | Montemor-o-Velho    | Martin Fuksa        | kanoistika         | rychlostní kanoistika | C1 500 m                  |  |
| 2013        | Montemor-o-Velho    | Martin Fuksa        | kanoistika         | rychlostní kanoistika | C1 1000 m                 |  |
| 2014        | Brandenburg         | Martin Fuksa        | kanoistika         | rychlostní kanoistika | C1 500 m                  |  |
| 2015        | Račice              | Martin Fuksa        | kanoistika         | rychlostní kanoistika | C1 500 m                  |  |
| 2016        | Moskva              | Martin Fuksa        | kanoistika         | rychlostní kanoistika | C1 500 m                  |  |
| 2017        | Plovdiv             | Martin Fuksa        | kanoistika         | rychlostní kanoistika | C1 500 m                  |  |
| 2017        | Plovdiv             | Jakub Zavřel        | kanoistika         | rychlostní kanoistika | K1 500 m                  |  |
| 1998        | Roudnice nad Labem  | David Jančar        | kanoistika         | vodní slalom          | C1                        |  |
| 2004        | Skopje              | Tomáš Indruch       | kanoistika         | vodní slalom          | C1                        |  |
| 2013        | Krakov              | Jiří Prskavec       | kanoistika         | vodní slalom          | K1                        |  |
| 2014        | Vídeň               | Jiří Prskavec       | kanoistika         | vodní slalom          | K1                        |  |
| 2015        | Liptovský Mikuláš   | Jiří Prskavec       | kanoistika         | vodní slalom          | K1                        |  |
| 2019        | Pau                 | Vít Přindiš         | kanoistika         | vodní slalom          | K1                        |  |
| 2005        |                     | Filip Trojovský     | kickbox            |                       |                           |  |
| 2006        |                     | Lukáš Wolf          | kickbox            | full contact          |                           |  |
| 2007        |                     | Lukáš Wolf          | kickbox            | full contact          |                           |  |
| 2007        |                     | Lukáš Wolf          | kickbox            | low-kicks             |                           |  |
| 2011        |                     | Jan Homolka         | kickbox            | full contact          |                           |  |
| 2013        | Maďarsko            | Lukáš Šeršeň        | kickbox            | Full contact          | +91 kg                    |  |
| 2008        | Záhřeb              | Tomáš Verner        | krasobruslení      | jednotlivci           | muži                      |  |
| 2002        | Békéscsaba          | Petr Krejčiřík      | letecký sport      | plachtění             | 18m                       |  |
| 2002        | Békéscsaba          | Tomáš Suchánek      | letecký sport      | plachtění             | standard                  |  |
| 2005        | Nitra               | Pavel Loužecký      | letecký sport      | plachtění             | standard                  |  |
| 2011        | Nitra               | Roman Mraček        | letecký sport      | plachtění             | club                      |  |
| 2013        | Ostrów Wielkopolski | Roman Mraček        | letecký sport      | plachtění             | club                      |  |
| 2015        | Rieti               | Ondřej Dvořák       | letecký sport      | plachtění             | club                      |  |
| 2017        | Moravská Třebová    | Pavel Loužecký      | letecký sport      | plachtění             | standard                  |  |
| 2019        | Turbia              | Petr Tichý          | letecký sport      | plachtění             | open                      |  |
| 2019        | Prievidza           | Pavel Loužecký      | letecký sport      | plachtění             | standard                  |  |
| 2016        | Moravská Třebová    | Martin Šonka        | letecký sport      | letecká akrobacie     | freestyle                 |  |
| 2013        | Rusko               | Libor Jiroušek      | letecký sport      | parašutismus          | akrobacie                 |  |
| 2015        | Montána             | Jií Gečnuk          | letecký sport      | parašutismus          | kombinace                 |  |
| 2015        | Montána             | Libor Jiroušek      | letecký sport      | parašutismus          | akrobacie za volného pádu |  |
| 2009        | Lipsko              | Ondřej Polívka      | moderní pětiboj    | jednotlivci           |                           |  |
| 2016        | Sofie               | Jan Kuf             | moderní pětiboj    | jednotlivci           |                           |  |
| 2006        |                     | Roman Michalík      | motocyklový sport  | enduro                |                           |  |
| 2007        |                     | Roman Michalík      | motocyklový sport  | enduro                |                           |  |
| 2016        | Split               | Jakub Klauda        | Muay Thai          |                       | do 86 kg                  |  |
| 2017        | Paříž               | Jakub Klauda        | Muay Thai          |                       | do 91 kg                  |  |
| 2016        |                     | Janek Vajčner       | Severská chůze     |                       |                           |  |
| 2013        | Chamonix            | Libor Hroza         | sportovní lezení   | rychlost              |                           |  |
| 2015        | Chamonix            | Libor Hroza         | sportovní lezení   | rychlost              |                           |  |
| 2005        | Lešno               | Patrik Lexa         | sportovní rybolov  | rybolovná technika    | zátěž arenberg            |  |
| 2005        | Lešno               | Ing. Josef Luxa     | sportovní rybolov  | rybolovná technika    | muška dálka obouruč       |  |
| 2005        | Lešno               | Patrik Lexa         | sportovní rybolov  | rybolovná technika    | sedmiboj                  |  |
| 1995        | Lahti               | Miroslav Januš      | sportovní střelba  | BT, broky             | MaBT 30+30                |  |
| 1995        | Boden               | Petr Kůrka          | sportovní střelba  | malorážka 300 m       | VT 3x40                   |  |
| 1996        | Budapešť            | Miroslav Januš      | sportovní střelba  | vzduchovky            | BTVz 40 mix               |  |
| 1997        | Varšava             | Miroslav Januš      | sportovní střelba  | vzduchovky            | BTVz 30+30                |  |
| 1997        | Varšava             | Miroslav Januš      | sportovní střelba  | vzduchovky            | BTVz 40 mix               |  |
| 1997        | Sipoo               | Luboš Račanský      | sportovní střelba  | BT, broky             | BT 40 mix                 |  |
| 1998        | Nikósie             | Bronislav Bechyňský | sportovní střelba  | skeet                 |                           |  |
| 1999        | Bordeaux            | Martin Tenk         | sportovní střelba  | libovolná pistole     | LP 60                     |  |
| 1999        | Bordeaux            | Radim Novák         | sportovní střelba  |                       | VT 3x40                   |  |
| 1999        | Bordeaux            | Milan Bakeš         | sportovní střelba  |                       | StVPu 3x20                |  |
| 1999        | Bordeaux            | Bronislav Bechyňský | sportovní střelba  | skeet                 |                           |  |
| 1999        | Bordeaux            | Luboš Račanský      | sportovní střelba  | BT                    | BT 30+30                  |  |
| 2001        | Záhřeb              | Miroslav Januš      | sportovní střelba  |                       | MaBTmix                   |  |
| 2001        | Záhřeb              | Luboš Opelka        | sportovní střelba  |                       | StVPu 3x20                |  |
| 2002        | Lonato              | David Kostelecký    | sportovní střelba  | trap                  |                           |  |
| 2003        | Plzeň               | David Kostelecký    | sportovní střelba  |                       | MaBT 30+30                |  |
| 2005        | Bělehrad            | Miroslav Januš      | sportovní střelba  | BT                    | BT 30+30                  |  |
| 2009        | Osijek              | Miroslav Januš      | sportovní střelba  | BT                    | BT 30+30                  |  |
| 2010        | Kazaň               | Jan Sychra          | sportovní střelba  | skeet                 |                           |  |
| 2017        | Baku                | David Kostelecký    | sportovní střelba  | trap                  |                           |  |
| 2014        | Vratislav           | David Navara        | šachy              | bleskový šach         |                           |  |
| 2015        | Kolín nad Rýnem     | Tomáš Svoboda       | triatlon           | aquatlon              |                           |  |
| 2013        | Sevilla             | Ondřej Synek        | veslování          | skif                  |                           |  |
| 2014        | Bělehrad            | Ondřej Synek        | veslování          | skif                  |                           |  |
| 2015        | Aiguebelette        | Ondřej Synek        | veslování          | skif                  |                           |  |
| 1998        |                     | Michal Černý        | vodní lyžování     | kabelový vlek         |                           |  |
| ?           |                     | Michal Černý        | vodní lyžování     | kabelový vlek         |                           |  |
| 2009        | Kodaň               | Adam Sedlmajer      | vodní lyžování     |                       | kombinace                 |  |
| 2011        | Skarnes             | Adam Sedlmajer      | vodní lyžování     |                       | kombinace                 |  |
| 2011        | Skarnes             | Adam Sedlmajer      | vodní lyžování     |                       | slalom                    |  |
| 2012        | Recetto             | Adam Sedlmajer      | vodní lyžování     |                       | kombinace                 |  |
| 2013        | Ioánnina            | Daniel Odvárko      | vodní lyžování     |                       | slalom                    |  |
| 2014        | Přelouč             | Martin Kolman       | vodní lyžování     |                       | kombinace                 |  |
| 2015        | Paříž               | Daniel Odvárko      | vodní lyžování     |                       | slalom                    |  |
| 2015        | Paříž               | Adam Sedlmajer      | vodní lyžování     |                       | kombinace                 |  |
| 2001        | Istanbul            | Petr Švehla         | zápas              | řecko-římský          | bantamová váha            |  |
|             |                     |                     |                    |                       |                           |  |

## Družstva a štafety
| Mistrovství | Místo              | Jméno                                                                     | Sport            | Disciplína            | Kategorie / Pozice |
| ----------- | ------------------ | ------------------------------------------------------------------------- | ---------------- | --------------------- | ------------------ |
| 2000        | Gent               | Jiří Mužík, J. Poděbradský, Š. Tesařík, K. Bláha                          | atletika (hala)  | běh na 4 x 400 m      |                    |
| 2000        | Gent               | Jan Poděbradský, J. Mužík, Š. Tesařík, K. Bláha                           | atletika (hala)  | běh na 4 x 400 m      |                    |
| 2000        | Gent               | Štěpán Tesařík, J. Mužík, J. Poděbradský, K. Bláha                        | atletika (hala)  | běh na 4 x 400 m      |                    |
| 2000        | Gent               | Karel Bláha, J. Mužík, J. Poděbradský, Š. Tesařík                         | atletika (hala)  | běh na 4 x 400 m      |                    |
| 1999        | Záhřeb             | Jan Břečka, P. Fuksa, K. Kožíšek, P. Procházka                            | kanoistika       | rychlostní kanoistika | C4 200 m           |
| 1999        | Záhřeb             | Petr Fuksa, J. Břečka, K. Kožíšek, P. Procházka                           | kanoistika       | rychlostní kanoistika | C4 200 m           |
| 1999        | Záhřeb             | Karel Kožíšek, J. Břečka, P. Fuksa, P. Procházka                          | kanoistika       | rychlostní kanoistika | C4 200 m           |
| 1999        | Záhřeb             | Petr Procházka, J. Břečka, P. Fuksa, K. Kožíšek                           | kanoistika       | rychlostní kanoistika | C4 200 m           |
| 2000        | Poznaň             | Petr Procházka, J. Břečka, K. Kožíšek, P. Fuksa                           | kanoistika       | rychlostní kanoistika | C4 200 m           |
| 2000        | Poznaň             | Jan Břečka, P. Procházka, K. Kožíšek, P. Fuksa                            | kanoistika       | rychlostní kanoistika | C4 200 m           |
| 2000        | Poznaň             | Karel Kožíšek, P. Procházka, J. Břečka, P. Fuksa                          | kanoistika       | rychlostní kanoistika | C4 200 m           |
| 2000        | Poznaň             | Petr Fuksa, P. Procházka, J. Břečka, K. Kožíšek                           | kanoistika       | rychlostní kanoistika | C4 200 m           |
| 2001        | Milán              | Karel Kožíšek, J. Břečka, P. Fuksa, P. Procházka                          | kanoistika       | rychlostní kanoistika | C4 200 m           |
| 2001        | Milán              | Jan Břečka, K. Kožíšek, P. Fuksa, P. Procházka                            | kanoistika       | rychlostní kanoistika | C4 200 m           |
| 2001        | Milán              | Petr Fuksa, K. Kožíšek, J. Břečka, P. Procházka                           | kanoistika       | rychlostní kanoistika | C4 200 m           |
| 2001        | Milán              | Petr Procházka, K. Kožíšek, J. Břečka, P. Fuksa                           | kanoistika       | rychlostní kanoistika | C4 200 m           |
| 2004        | Poznaň             | Petr Netušil, P. Fuksa                                                    | kanoistika       | rychlostní kanoistika | C2 200 m           |
| 2004        | Poznaň             | Petr Fuksa, P. Netušil                                                    | kanoistika       | rychlostní kanoistika | C2 200 m           |
| 2004        | Poznaň             | Petr Fuksa, P. Netušil, J. Břečka, K. Kožíšek                             | kanoistika       | rychlostní kanoistika | C4 200 m           |
| 2004        | Poznaň             | Petr Netušil, P. Fuksa, J. Břečka, K. Kožíšek                             | kanoistika       | rychlostní kanoistika | C4 200 m           |
| 2004        | Poznaň             | Jan Břečka, P. Fuksa, P. Netušil, K. Kožíšek                              | kanoistika       | rychlostní kanoistika | C4 200 m           |
| 2004        | Poznaň             | Karel Kožíšek, P. Fuksa, P. Netušil, J. Břečka                            | kanoistika       | rychlostní kanoistika | C4 200 m           |
| 2005        | Poznaň             | Petr Procházka, P. Fuksa, P. Netušil, J. Břečka                           | kanoistika       | rychlostní kanoistika | C4 200 m           |
| 2005        | Poznaň             | Petr Fuksa, P. Procházka, P. Netušil, J. Břečka                           | kanoistika       | rychlostní kanoistika | C4 200 m           |
| 2005        | Poznaň             | Petr Netušil, P. Procházka, P. Fuksa, J. Břečka                           | kanoistika       | rychlostní kanoistika | C4 200 m           |
| 2005        | Poznaň             | Jan Břečka, P. Procházka, P. Fuksa, P. Netušil                            | kanoistika       | rychlostní kanoistika | C4 200 m           |
| 2012        | Záhřeb             | Jaroslav Radoň, F. Dvořák                                                 | kanoistika       | rychlostní kanoistika | C2 500 m           |
| 2012        | Záhřeb             | Filip Dvořák, J. Radoň                                                    | kanoistika       | rychlostní kanoistika | C2 500 m           |
| 2013        | Montemor-o-Velho   | Daniel Havel, J. Dostál, L. Trefil, J. Štěrba                             | kanoistika       | rychlostní kanoistika | K4 1000 m          |
| 2013        | Montemor-o-Velho   | Josef Dostál, D. Havel, L. Trefil, J. Štěrba                              | kanoistika       | rychlostní kanoistika | K4 1000 m          |
| 2013        | Montemor-o-Velho   | Lukáš Trefil, D. Havel, J. Dostál, J. Štěrba                              | kanoistika       | rychlostní kanoistika | K4 1000 m          |
| 2013        | Montemor-o-Velho   | Jan Štěrba, D. Havel, J. Dostál, L. Trefil                                | kanoistika       | rychlostní kanoistika | K4 1000 m          |
| 2014        | Brandenburg        | Daniel Havel, J. Dostál, L. Trefil, J. Štěrba                             | kanoistika       | rychlostní kanoistika | K4 1000 m          |
| 2014        | Brandenburg        | Josef Dostál, D. Havel, L. Trefil, J. Štěrba                              | kanoistika       | rychlostní kanoistika | K4 1000 m          |
| 2014        | Brandenburg        | Lukáš Trefil, D. Havel, J. Dostál, J. Štěrba                              | kanoistika       | rychlostní kanoistika | K4 1000 m          |
| 2014        | Brandenburg        | Jan Štěrba, D. Havel, J. Dostál, L. Trefil                                | kanoistika       | rychlostní kanoistika | K4 1000 m          |
| 2015        | Račice             | Daniel Havel, L. Trefil, J. Dostál, J. Štěrba                             | kanoistika       | rychlostní kanoistika | K4 1000 m          |
| 2015        | Račice             | Lukáš Trefil, D. Havel, J. Dostál, J. Štěrba                              | kanoistika       | rychlostní kanoistika | K4 1000 m          |
| 2015        | Račice             | Josef Dostál, D. Havel, L. Trefil, J. Štěrba                              | kanoistika       | rychlostní kanoistika | K4 1000 m          |
| 2015        | Račice             | Jan Štěrba, D. Havel, L. Trefil, J. Dostál                                | kanoistika       | rychlostní kanoistika | K4 1000 m          |
| 1998        | Roudnice nad Labem | Petr Štercl, P. Štercl, J. Pospíšil, J. Pollert, J. Volf, O. Štěpánek     | kanoistika       | vodní slalom          | C2 hlídky          |
| 1998        | Roudnice nad Labem | Pavel Štercl, P. Štercl, J. Pospíšil, J. Pollert, J. Volf, O. Štěpánek    | kanoistika       | vodní slalom          | C2 hlídky          |
| 1998        | Roudnice nad Labem | Jaroslav Pospíšil, P. Štercl, P. Štercl, J. Pollert, J. Volf, O. Štěpánek | kanoistika       | vodní slalom          | C2 hlídky          |
| 1998        | Roudnice nad Labem | Jaroslav Pollert, P. Štercl, P. Štercl, J. Pospíšil, J. Volf, O. Štěpánek | kanoistika       | vodní slalom          | C2 hlídky          |
| 1998        | Roudnice nad Labem | Jaroslav Volf, P. Štercl, P. Štercl, J. Pospíšil, J. Pollert, O. Štěpánek | kanoistika       | vodní slalom          | C2 hlídky          |
| 1998        | Roudnice nad Labem | Ondřej Štěpánek, P. Štercl, P. Štercl, J. Pospíšil, J. Pollert, J. Volf,  | kanoistika       | vodní slalom          | C2 hlídky          |
| 2004        | Skopje             | Tomáš Indruch, J. Mašek, O. Pinkava                                       | kanoistika       | vodní slalom          | C1 hlídky          |
| 2004        | Skopje             | Jan Mašek, T. Indruch, O. Pinkava                                         | kanoistika       | vodní slalom          | C1 hlídky          |
| 2004        | Skopje             | Ondřej Pinkava, T. Indruch, J. Mašek                                      | kanoistika       | vodní slalom          | C1 hlídky          |
| 2004        | Skopje             | Jaroslav Volf, O. Štěpánek                                                | kanoistika       | vodní slalom          | C2                 |
| 2004        | Skopje             | Ondřej Štěpánek, J. Volf                                                  | kanoistika       | vodní slalom          | C2                 |
| 2004        | Skopje             | Jaroslav Volf, O. Štěpánek, M. Jiras, T. Máder, J. Pospíšil, J. Pollert   | kanoistika       | vodní slalom          | C2 hlídky          |
| 2004        | Skopje             | Ondřej Štěpánek, J. Volf, M. Jiras, T. Máder, J. Pospíšil, J. Pollert     | kanoistika       | vodní slalom          | C2 hlídky          |
| 2004        | Skopje             | Marek Jiras, J. Volf, O. Štěpánek, T. Máder, J. Pospíšil, J. Pollert      | kanoistika       | vodní slalom          | C2 hlídky          |
| 2004        | Skopje             | Tomáš Máder, J. Volf, O. Štěpánek, M. Jiras, J. Pospíšil, J. Pollert      | kanoistika       | vodní slalom          | C2 hlídky          |
| 2004        | Skopje             | Jaroslav Pospíšil, J. Volf, O. Štěpánek, M. Jiras, T. Máder, J. Pollert   | kanoistika       | vodní slalom          | C2 hlídky          |
| 2004        | Skopje             | Jaroslav Pollert, J. Volf, O. Štěpánek, M. Jiras, T. Máder, J. Pospíšil   | kanoistika       | vodní slalom          | C2 hlídky          |
| 2005        | Lublaň             | Jaroslav Volf, O. Štěpánek                                                | kanoistika       | vodní slalom          | C2                 |
| 2005        | Lublaň             | Ondřej Štěpánek, J. Volf                                                  | kanoistika       | vodní slalom          | C2                 |
| 2009        | Nottingham         | Stanislav Ježek, T. Indruch, J. Mašek                                     | kanoistika       | vodní slalom          | C1 hlídky          |
| 2009        | Nottingham         | Tomáš Indruch, S. Ježek, J. Mašek                                         | kanoistika       | vodní slalom          | C1 hlídky          |
| 2009        | Nottingham         | Jan Mašek, S. Ježek, T. Indruch                                           | kanoistika       | vodní slalom          | C1 hlídky          |
| 2009        | Nottingham         | Jaroslav Volf, O. Štěpánek, M. Jiras, T. Máder, J. Pospíšil, D. Mrůzek    | kanoistika       | vodní slalom          | C2 hlídky          |
| 2009        | Nottingham         | Ondřej Štěpánek, J. Volf, M. Jiras, T. Máder, J. Pospíšil, D. Mrůzek      | kanoistika       | vodní slalom          | C2 hlídky          |
| 2009        | Nottingham         | Marek Jiras, J. Volf, O. Štěpánek, T. Máder, J. Pospíšil, D. Mrůzek       | kanoistika       | vodní slalom          | C2 hlídky          |
| 2009        | Nottingham         | Tomáš Máder, J. Volf, O. Štěpánek, M. Jiras, J. Pospíšil, D. Mrůzek       | kanoistika       | vodní slalom          | C2 hlídky          |
| 2009        | Nottingham         | Jaroslav Pospíšil, J. Volf, O. Štěpánek, M. Jiras, T. Máder, D. Mrůzek    | kanoistika       | vodní slalom          | C2 hlídky          |
| 2009        | Nottingham         | David Mrůzek, J. Volf, O. Štěpánek, M. Jiras, T. Máder, J. Pospíšil       | kanoistika       | vodní slalom          | C2 hlídky          |
| 2010        | Bratislava         | Tomáš Koplík, J. Vrzáň, L. Přinda, J. Havlíček, J. Volf, O. Štěpánek      | kanoistika       | vodní slalom          | C2 hlídky          |
| 2010        | Bratislava         | Jakub Vrzáň, T. Koplík, L. Přinda, J. Havlíček, J. Volf, O. Štěpánek      | kanoistika       | vodní slalom          | C2 hlídky          |
| 2010        | Bratislava         | Lukáš Přinda, T. Koplík, J. Vrzáň, J. Havlíček, J. Volf, O. Štěpánek      | kanoistika       | vodní slalom          | C2 hlídky          |
| 2010        | Bratislava         | Jan Havlíček, T. Koplík, J. Vrzáň, L. Přinda, J. Volf, O. Štěpánek        | kanoistika       | vodní slalom          | C2 hlídky          |
| 2010        | Bratislava         | Jaroslav Volf, T. Koplík, J. Vrzáň, L. Přinda, J. Havlíček, O. Štěpánek   | kanoistika       | vodní slalom          | C2 hlídky          |
| 2010        | Bratislava         | Ondřej Štěpánek, T. Koplík, J. Vrzáň, L. Přinda, J. Havlíček, J. Volf     | kanoistika       | vodní slalom          | C2 hlídky          |
| 2011        | La Seu d'Urgell    | Lukáš Přinda, J. Havlíček, T. Koplík, J. Vrzáň, V. Hradilek, Š. Sehnal    | kanoistika       | vodní slalom          | C2 hlídky          |
| 2011        | La Seu d'Urgell    | Jan Havlíček, L. Přinda, T. Koplík, J. Vrzáň, V. Hradilek, Š. Sehnal      | kanoistika       | vodní slalom          | C2 hlídky          |
| 2011        | La Seu d'Urgell    | Tomáš Koplík, L. Přinda, J. Havlíček, J. Vrzáň, V. Hradilek, Š. Sehnal    | kanoistika       | vodní slalom          | C2 hlídky          |
| 2011        | La Seu d'Urgell    | Jakub Vrzáň, L. Přinda, J. Havlíček, T. Koplík, V. Hradilek, Š. Sehnal    | kanoistika       | vodní slalom          | C2 hlídky          |
| 2011        | La Seu d'Urgell    | Václav Hradilek, L. Přinda, J. Havlíček, T. Koplík, J. Vrzáň, Š. Sehnal   | kanoistika       | vodní slalom          | C2 hlídky          |
| 2011        | La Seu d'Urgell    | Štěpán Sehnal, L. Přinda, J. Havlíček, T. Koplík, J. Vrzáň, V. Hradilek   | kanoistika       | vodní slalom          | C2 hlídky          |
| 2012        | Augsburg           | Jaroslav Volf, O. Štěpánek                                                | kanoistika       | vodní slalom          | C2                 |
| 2012        | Augsburg           | Ondřej Štěpánek, J. Volf                                                  | kanoistika       | vodní slalom          | C2                 |
| 2013        | Krakov             | Vavřinec Hradilek, J. Prskavec, V. Přindiš                                | kanoistika       | vodní slalom          | K1 hlídky          |
| 2013        | Krakov             | Jiří Prskavec, V. Hradilek, V. Přindiš                                    | kanoistika       | vodní slalom          | K1 hlídky          |
| 2013        | Krakov             | Vít Přindiš, V. Hradilek, J. Prskavec                                     | kanoistika       | vodní slalom          | K1 hlídky          |
| 2016        | Liptovský Mikuláš  | Jiří Prskavec, V. Hradilek, V. Přindiš                                    | kanoistika       | vodní slalom          | K1 hlídky          |
| 2016        | Liptovský Mikuláš  | Vavřinec Hradilek, J. Prskavec, V. Přindiš                                | kanoistika       | vodní slalom          | K1 hlídky          |
| 2016        | Liptovský Mikuláš  | Vít Přindiš, V. Hradilek, J. Prskavec                                     | kanoistika       | vodní slalom          | K1 hlídky          |
| 2017        | Tacen              | Jiří Prskavec, O. Tunka, V. Přindiš                                       | kanoistika       | vodní slalom          | K1 hlídky          |
| 2017        | Tacen              | Ondřej Tunka, J. Prskavec, V. Přindiš                                     | kanoistika       | vodní slalom          | K1 hlídky          |
| 2017        | Tacen              | Vít Přindiš, O. Tunka, J. Prskavec                                        | kanoistika       | vodní slalom          | K1 hlídky          |
| 2017        | Minsk              | Ondřej Polívka, M. Bilko                                                  | moderní pětiboj  | štafeta               |                    |
| 2017        | Minsk              | Martin Bilko, O. Polívka                                                  | moderní pětiboj  | štafeta               |                    |
| 2015        | Montána            | Libor Jiroušek, M. Kříž, J. Gečnuk, J. Vedmoch, H. Tábor                  | letecký sport    | parašutismus          | kombinace družstev |
| 2015        | Montána            | Jiří Gečnuk, L. Jiroušek, M. Kříž, J. Gečnuk, J. Vedmoch, H. Tábor        | letecký sport    | parašutismus          | kombinace družstev |
| 2015        | Montána            | Jindřich Vedmoch, L. Jiroušek, M. Kříž, J. Gečnuk, H. Tábor               | letecký sport    | parašutismus          | kombinace družstev |
| 2015        | Montána            | Hynek Tábor, L. Jiroušek, M. Kříž, J. Gečnuk, J. Vedmoch                  | letecký sport    | parašutismus          | kombinace družstev |
| 2015        | Montána            | Miloslav Kříž, L. Jiroušek, J. Gečnuk, J. Vedmoch, Hynek Tábor            | letecký sport    | parašutismus          | kombinace družstev |
| 1996        | Pescara            | Michal Palinek, M. Pakosta                                                | plážový volejbal | muži                  |                    |
| 1996        | Pescara            | Marek Pakosta, M. Palinek                                                 | plážový volejbal | muži                  |                    |

- nejsou zde uvedená česká družstva ve sportovní střelbě

## Smíšené dvojice
| Mistrovství | Místo | Jméno               | Sport           | Disciplína      | Kategorie / Pozice |
| ----------- | ----- | ------------------- | --------------- | --------------- | ------------------ |
| 2016        | Sofie | Jan Kuf, N. Dianová | moderní pětiboj | smíšené štafety |                    |

## Kolektivy
| Mistrovství | Místo      | Jméno            | Sport       | Disciplína | Kategorie / Pozice    |
| ----------- | ---------- | ---------------- | ----------- | ---------- | --------------------- |
| 1996        | Bratislava |                  | hokejbal    |            |                       |
| 2000        | Most       |                  | hokejbal    |            |                       |
| 2018        | Kyjev      | Jaroslav Bellada | malá kopaná |            | #1 brankář            |
| 2018        | Kyjev      | Vít Popelka      | malá kopaná |            | #2 obránce            |
| 2018        | Kyjev      | Tomáš Režný      | malá kopaná |            | #4 obránce            |
| 2018        | Kyjev      | Jiří Sodoma      | malá kopaná |            | #5 útočník            |
| 2018        | Kyjev      | František Hakl   | malá kopaná |            | #6 obránce            |
| 2018        | Kyjev      | Pavel Šultes     | malá kopaná |            | #7 obránce            |
| 2018        | Kyjev      | Patrik Levčík    | malá kopaná |            | #8 záložník           |
| 2018        | Kyjev      | Ondřej Paděra    | malá kopaná |            | #9 útočník            |
| 2018        | Kyjev      | Jakub Polák      | malá kopaná |            | #10 záložník          |
| 2018        | Kyjev      | Stanislav Mařík  | malá kopaná |            | #11 útočník (kapitán) |
| 2018        | Kyjev      | Jan Koudelka     | malá kopaná |            | #12 záložník          |
| 2018        | Kyjev      | Jakub Göth       | malá kopaná |            | #13 útočník           |
| 2018        | Kyjev      | Robin Demeter    | malá kopaná |            | #14 útočník           |
| 2018        | Kyjev      | David Presl      | malá kopaná |            | #15 útočník           |
| 2018        | Kyjev      | Ondřej Bíro      | malá kopaná |            | #20 brankář           |
|             |            |                  |             |            |                       |

## Přehled vítězství podle sportů
| Sport             | Disciplíny  | Muži | Ženy | Celkem | Odkazy             | Kontrola  |
| ----------------- | ----------- | ---- | ---- | ------ | ------------------ | --------- |
| Atletika          | 7 a 4       | 15   | 5    | 20     | přehled medailistů | k 2019    |
| Basketbal         |             | 0    | 1    | 1      | česká reprezentace | k 2017    |
| Curling           |             | 0    | 0    | 0      | přehled medailí    |           |
| Cyklistika        |             |      |      |        |                    |           |
| Fotbal            | fotbal      | 0    | 0    | 0      | přehled medailí    | k 2016    |
| Fotbal            | futsal      | 0    | 0    | 0      | přehled medailí    | k 2018    |
| Fotbal            | malá kopaná | 1    | 0    | 1      | česká reprezentace | k 2018    |
| Fotbal            | nohejbal    | 14   |      |        | nohejbal           | 1993-2015 |
| Gymnastika        |             |      |      |        |                    |           |
| Házená            |             | 0    | 0    | 0      |                    |           |
| Hokejbal          |             | 2    | 0    | 2      | přehled medailí    | 1995-2000 |
| Judo              |             | 3    | 0    | 3      | česká reprezentace | k 2018    |
| Kanoistika        |             |      |      |        |                    |           |
| Karate            |             |      |      |        |                    |           |
| Letecký sport     |             |      |      |        |                    |           |
| Moderní pětiboj   |             |      |      |        |                    |           |
| Muay Thai         |             |      |      |        |                    |           |
| Plážový volejbal  |             | 1    | 2    | 3      |                    |           |
| Severská chůze    |             | 1    | 0    | 1      |                    |           |
| Sportovní lezení  |             | 2    | 0    | 2      | přehled medailí    |           |
| Sportovní rybolov |             |      |      |        |                    |           |
| Sportovní střelba |             |      |      |        |                    |           |
| Stolní tenis      |             | 0    | 0    | 0      | přehled medailí    | k 2018    |
| Triatlon          |             |      |      |        |                    |           |
| Veslování         |             |      |      |        |                    |           |
| Vodní lyžování    |             | 10+  |      |        |                    |           |
| Volejbal          |             | 0    | 0    | 0      |                    |           |
| Zápas             |             |      |      |        |                    |           |